# Галленберг, Йонас фон
Йонас фон Галленберг (швед. Jonas Hallenberg; 1748—1834) — известный шведский историк, филолог и нумизмат.

## Биография
Йонас фон Галленберг родился 16 ноября 1748 года в городе Халларюде.
Был доцентом истории в Уппсальском университете, потом королевским историографом. Его история Густава-Адольфа не окончена и обрывается на третьем походе Густава против Польши (1626); она длительное время не теряла своего значения, по богатству архивного материала.
Не находя сочувствия к своим историческим занятиям, фон Галленберг перешёл к филологии и нумизматике, и был назначен хранителем медалей при королевском монетном кабинете. Написал ещё «Новую историю с XVI ст.», «Numismata Orientalia» и др. Почётный член Петербургской АН c 12 октября 1823 года.
Йонас фон Галленберг умер 30 октября 1834 года в городе Стокгольме.